# موريدا دي ألافا
بلدية موريدا دي ألافا (بالإسبانية: Moreda de Álava) هي بلدية تقع في مقاطعة ألافا التابعة لإقليم الباسك شمال إسبانيا.

## الديموغرافيا
يبلغ عدد سكان بلدية موريدا دي ألافا 249 نسمة عام 2011 (وفقاً للمعهد الوطني للإحصاء الإسباني).
| 283 | 292 | 287 | 280 | 275 | 249 | 249 |